# Biserka Cvejić
Biserka Cvejić est une artiste lyrique serbe d'origine croate, née le 5 novembre 1923 à Jesenice et morte le 7 janvier 2021 à Belgrade.

## Biographie
Biserka Cvejić (Biserka Katusic de son nom de jeune fille) passe sa jeunesse en Belgique, à Ougrée. À la fin de la guerre, elle part découvrir son pays d'origine en étant placée clandestinement, avec l'aide d'un militaire américain, dans un train de marchandises. Elle y restera plusieurs jours, nourrie pendant les arrêts du train par les machinistes complices.
Arrivée à Belgrade, elle rencontre son futur mari, le docteur Dusko Cvejic, un spécialiste otorhinolaryngologisgte (ORL) et étudie à la faculté de musique de Belgrade.
La mezzo-soprano fait ses débuts en 1950. Elle chante à l'opéra d’État de Vienne (Wiener Staatsoper) entre 1959 et 1979, ainsi qu'au Théâtre national croate de Zagreb. Biserka Cvejić fut attachée au Metropolitan Opera, a chanté à La Scala et à la Royal Opera House (Covent Garden). Elle chante les plus grands rôles dans les plus grands opéras : Aida, Carmen, Don Carlos et bien d'autres.
Elle quitte la scène en 1990,.
Elle se consacre ensuite à former une multitude de chanteurs et chanteuses dont plusieurs sont devenus célèbres. Elle a été décorée de la médaille des arts et des lettres de Serbie.
Elle meurt le 7 janvier 2021 à l'âge de 97 ans à Belgrade.